# Феличиано, Феличе
Феличе Феличиано (август 1433, Верона — 1479, Рим) — итальянский учёный-гуманист, антиквар, переписчик, типограф, а также алхимик.

## Биография
Феличе Феличиано родился в достаточно бедной семье, его отец был сборщиком винной пошлины; трудовую деятельность начал в качестве переплётчика и переписчика (причём, возможно, занимался этим ещё в детстве и бесплатно), затем занимался переписыванием рукописей для аббатства Сан-Дзено. Под влиянием знакомства с двумя известными гуманистами, Мартино Риццони и Кириако д’Анкона, одним из первых начал путешествовать по всей Италии собирать различные греческие и римские древности, преимущественно надписи на камнях, с целью образования музея. В 1463 году на основании проведённой им работы смог геометрически воссоздать алфавит древнеримских надписей.
Увлёкшись в середине XV века алхимией, он начал разыскивать соответствующие материалы для исследований, часто менял работу и место жительства, потеряв в конце концов своё состояние, ввиду чего был вынужден ради заработка заняться типографской работой на типографии Северино, в этот же период каталогизировав собранные им материалы. В 1470 году некоторое время жил в Болонье, в 1478 году переехал в Рим под покровительство Франческо Поркари, спасаясь от эпидемии чумы, где прожил до конца жизни. Известен своим изданием «Uomi famosi» Франческо Петрарки. После себя оставил ряд рукописей, небольшое количество фрагментов которых Маффей, которому они были завещаны, издал в «Verona illustrata» (во 2-й части).
Известные работы его авторства (все написаны на латыни): «Alphabetum Romanum» (упомянутая работа о древнеримском алфавите), «Iubilatio» (написанное в пространной форме повествование о поездке к озеру Гардна), «Collectio Antiquitatum» (собрание текстов и рисунков, собранных авторов и относящихся к древнеримским временам; работа была написана в том числе золотыми чернилами и богато иллюстрирована, в том числе изображением мифологических животных). Кроме того, оставил некоторое количество сонетов, алхимических рецептов, вёл обширную переписку с другими гуманистами Италии своего времени.